# MFK Nováky
MFK Nováky là một câu lạc bộ bóng đá Slovakia đến từ Nováky. Đội bóng thi đấu ở Slovak 4. liga.

## Lịch sử tên gọi câu lạc bộ
- 1937 - Vojenská XI Nováky
- 1938 - ŠK Nováky
- 1949 - Sokol Chemozávod Nováky
- 1959 - Iskra Nováky
- 1967 - TJ CHZWP Nováky
- 1989 - TJ NCHZ Nováky
- 1992 - FK NCHZ - DAK Nováky
- 1995 - FK NCHZ Nováky
- 2004 - FK Nováky
- 2006-nay MFK Nováky